# NGC 2396
NGC 2396 في الفهرس العام الجديد، هو عنقود نجمي، يقع في كوكبة الكوثل. اكتشف في 31 يناير 1785 . بواسطة ويليام هيرشل .

## روابط خارجية
- NGC 2396 على موقع ويكي سكاي: DSS2, SDSS, GALEX, IRAS, Hydrogen α, X-Ray, Astrophoto, Sky Map, Articles and images